# Marathon de Hanovre
Le Marathon de Hanovre est une course de marathon se déroulant tous les ans, en avril, dans les rues de Hanovre, en Allemagne. Créée en 1991, l'épreuve fait partie du circuit international des IAAF Road Race Label Events, dans la catégorie des « Labels d'argent ».

## Palmarès
| Année | Hommes                                              | Pays                                                | Temps                                               |                                                     | Femmes                                              | Pays                                                | Temps                                               |
| 1991  | Marek Adamski                                       | Pologne                                             | 2 h 15 min 4 s                                      | Elena Yegorova                                      | Union soviétique                                    | 2 h 36 min 29 s                                     |                                                     |
| 1992  | Sergey Sokov                                        | Biélorussie                                         | 2 h 13 min 3 s                                      | Birgit Jerschabek                                   | Allemagne                                           | 2 h 31 min 42 s                                     |                                                     |
| 1993  | Kurt Stenzel                                        | Allemagne                                           | 2 h 13 min 25 s                                     | Birgit Jerschabek                                   | Allemagne                                           | 2 h 30 min 34 s                                     |                                                     |
| 1994  | Simon Qamunga                                       | Tanzanie                                            | 2 h 14 min 48 s                                     | Suzana Ćirić                                        | Yougoslavie                                         | 2 h 33 min 0 s                                      |                                                     |
| 1995  | Rainer Wachenbrunner                                | Allemagne                                           | 2 h 14 min 41 s                                     | Natalya Galushko                                    | Biélorussie                                         | 2 h 35 min 13 s                                     |                                                     |
| 1996  | Khristo Stefanov                                    | Bulgarie                                            | 2 h 12 min 45 s                                     | Natalya Galushko                                    | Biélorussie                                         | 2 h 38 min 2 s                                      |                                                     |
| 1997  | Česlovas Kundrotas                                  | Lituanie                                            | 2 h 13 min 40 s                                     | Natalya Galushko                                    | Biélorussie                                         | 2 h 33 min 24 s                                     |                                                     |
| 1998  | Stephan Freigang                                    | Allemagne                                           | 2 h 12 min 16 s                                     | Volha Yudenkova                                     | Biélorussie                                         | 2 h 32 min 53 s                                     |                                                     |
| 1999  | Stephan Freigang                                    | Allemagne                                           | 2 h 13 min 48 s                                     | Claudia Dreher                                      | Allemagne                                           | 2 h 27 min 55 s                                     |                                                     |
| 2000  | Waldemar Glinka                                     | Pologne                                             | 2 h 12 min 55 s                                     | Birgit Behrend                                      | Allemagne                                           | 2 h 54 min 30 s                                     |                                                     |
| 2001  | Andrey Gordayev                                     | Biélorussie                                         | 2 h 11 min 44 s                                     | Anja Carlsohn                                       | Allemagne                                           | 2 h 37 min 29 s                                     |                                                     |
| 2002  | Andrey Gordayev                                     | Biélorussie                                         | 2 h 11 min 57 s                                     | Ines Cronjäger                                      | Allemagne                                           | 2 h 42 min 50 s                                     |                                                     |
| 2003  | David Simukwo                                       | Kenya                                               | 2 h 15 min 27 s                                     | Tadelesh Birra                                      | Éthiopie                                            | 2 h 33 min 42 s                                     |                                                     |
| 2004  | Moses Kimutai                                       | Kenya                                               | 2 h 12 min 28 s                                     | Tadelesh Birra                                      | Éthiopie                                            | 2 h 37 min 32 s                                     |                                                     |
| 2005  | Simon Lopuyet                                       | Kenya                                               | 2 h 15 min 36 s                                     | Evelyne Kimuria                                     | Kenya                                               | 2 h 48 min 21 s                                     |                                                     |
| 2006  | David Chepkwony                                     | Kenya                                               | 2 h 14 min 13 s                                     | Keneli Chala                                        | Éthiopie                                            | 2 h 47 min 43 s                                     |                                                     |
| 2007  | Daniel Mbogo                                        | Kenya                                               | 2 h 14 min 46 s                                     | Monica Muthoni                                      | Kenya                                               | 2 h 46 min 19 s                                     |                                                     |
| 2008  | Duncan Koech                                        | Kenya                                               | 2 h 14 min 29 s                                     | Petra Oberli                                        | Suisse                                              | 2 h 52 min 1 s                                      |                                                     |
| 2009  | Evans Kipkosgei Ruto                                | Kenya                                               | 2 h 10 min 48 s                                     | Fridah Lodepa                                       | Kenya                                               | 2 h 35 min 48 s                                     |                                                     |
| 2010  | Yusuf Songoka                                       | Kenya                                               | 2 h 8 min 55 s                                      | Yekatarina Stetsenko                                | Ukraine                                             | 2 h 31 min 37 s                                     |                                                     |
| 2011  | Lusapho April                                       | Afrique du Sud                                      | 2 h 9 min 25 s                                      | Georgina Rono                                       | Kenya                                               | 2 h 31 min 19 s                                     |                                                     |
| 2012  | Joseph Kiptum                                       | Kenya                                               | 2 h 9 min 56 s                                      | Nataliya Puchkova                                   | Russie                                              | 2 h 30 min 17 s                                     |                                                     |
| 2013  | Lusapho April                                       | Afrique du Sud                                      | 2 h 8 min 32 s                                      | Olena Burkovska                                     | Ukraine                                             | 2 h 27 min 7 s                                      |                                                     |
| 2014  | Henry Chirchir                                      | Kenya                                               | 2 h 11 min 30 s                                     | Souad Aït Salem                                     | Algérie                                             | 2 h 33 min 9 s                                      |                                                     |
| 2015  | Jacob Cheshari                                      | Kenya                                               | 2 h 9 min 32 s                                      | Souad Aït Salem                                     | Algérie                                             | 2 h 27 min 21 s                                     |                                                     |
| 2016  | Lusapho April                                       | Afrique du Sud                                      | 2 h 11 min 27 s                                     | Anna Hahner,                                        | Allemagne                                           | 2 h 30 min 35 s                                     |                                                     |
| 2017  | Allan Kiprono                                       | Kenya                                               | 2 h 9 min 52 s                                      | Fate Tola                                           | Allemagne                                           | 2 h 27 min 48 s                                     |                                                     |
| 2018  | Seboka Negusse                                      | Éthiopie                                            | 2 h 9 min 44 s                                      | Agnes Kiprop                                        | Kenya                                               | 2 h 32 min 35 s                                     |                                                     |
| 2019  | Silas Mwetich                                       | Kenya                                               | 2 h 9 min 37 s                                      | Racheal Mutgaa                                      | Kenya                                               | 2 h 26 min 15 s                                     |                                                     |
| 2020  | Course annulée en raison de la pandémie de Covid-19 | Course annulée en raison de la pandémie de Covid-19 | Course annulée en raison de la pandémie de Covid-19 | Course annulée en raison de la pandémie de Covid-19 | Course annulée en raison de la pandémie de Covid-19 | Course annulée en raison de la pandémie de Covid-19 | Course annulée en raison de la pandémie de Covid-19 |
| 2021  | Course annulée en raison de la pandémie de Covid-19 | Course annulée en raison de la pandémie de Covid-19 | Course annulée en raison de la pandémie de Covid-19 | Course annulée en raison de la pandémie de Covid-19 | Course annulée en raison de la pandémie de Covid-19 | Course annulée en raison de la pandémie de Covid-19 | Course annulée en raison de la pandémie de Covid-19 |
| 2022  | Hendrik Pfeiffer                                    | Allemagne                                           | 2 h 10 min 59 s                                     | Domenika Mayer                                      | Allemagne                                           | 2 h 26 min 50 s                                     |                                                     |
| 2023  | Amanal Petros                                       | Allemagne                                           | 2 h 7 min 2 s                                       | Matea Parlov Koštro                                 | Croatie                                             | 2 h 25 min 42 s                                     |                                                     |
| 2024  | Amanal Petros                                       | Allemagne                                           | 2 h 6 min 5 s                                       | Domenika Mayer                                      | Allemagne                                           | 2 h 23 min 50 s                                     |                                                     |
| 2025  | Samuel Fitwi                                        | Allemagne                                           | 2 h 6 min 29 s                                      | Domenika Mayer                                      | Allemagne                                           | 2 h 24 min 22 s                                     |                                                     |

 Record de l'épreuve